# 394 f.Kr.

## Händelser

### Efter plats

#### Grekland
- De allierade Aten, Thebe, Korinth och Argos samlar en stor armé vid Korinth. En icke ringa armé skickas samtidigt ut från Sparta för att utmana den allierade. De båda parterna möts på floden Nemeias uttorkade bädd, på korinthiskt territorium. I det därpå följande slaget vid Nemeia vinner spartanerna en stor seger över de allierade.
- Den atenske generalen Konon, den persiske satrapen Farnabazos och kung Evagoras av Salamis vinner en överväldigande sjöseger över den spartanske generalen Peisander i slaget vid Knidos (nära Rhodos). Efter denna seger seglar Konon och Farnabazos längs Joniens kust, varvid de driver ut spartanska guvernörer och garnisoner från städerna, men ändå inte lyckas krossa de spartanska baserna i Abydos och Sestos. Då spartanernas försök att bygga ett imperium börjar misslyckas blir perserna herrar över Egeiska havet.
- De två arméerna möts igen nära Koroneia, på thebanskt territorium, och utkämpar slaget vid Koroneia. Än en gång segrar spartanerna, under kung Agesilaios II på slagfältet. Efter denna seger seglar han med sin armé över Korinthiska viken och återvänder till Sparta.
- Athena Aleas tempel i Tegeia bränns ner, men återuppbyggs snart efter Scopas från Paros ritningar.